# Ікіґай
Ікіґай (яп. 生 き 甲 斐, «сенс життя») — японське поняття, що означає відчуття власного призначення в житті. Ікіґай може являти собою хобі, професію або сім'ю.

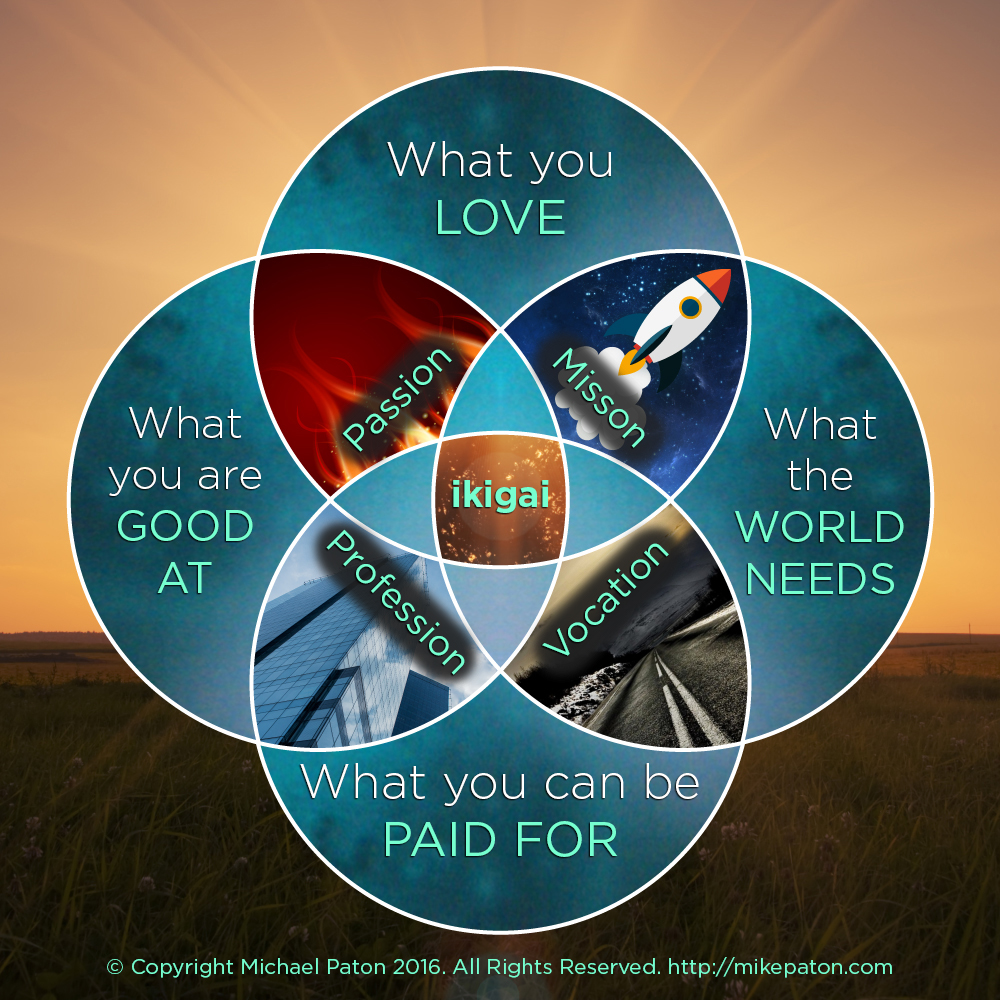
«Ікіґай» пояснюють як поєднання: того, що людина любить, з тим, що вона добре вміє, за що платять, і чого потребує світ.

Поняття «сенс життя» з'явилося в європейській екзистенціальної психології тільки в XIX столітті (у К'єркегора), а термін «Ікіґай» присутній у японській мові принаймні з XIV століття. Дослідники пов'язують «Ікіґай» з поняттям «здорової пристрасті» в позитивній психології. Вивчення факторів, що впливають на наявність Ікіґая на двох групах людей віком від 65 років, що живуть в сільській місцевості Нііґати та передмісті в Сайтамі, показало, що Ікіґай мають приблизно однаковий відсоток як селян, так і городян, однак якщо в Ніїгаті Ікіґай пов'язаний з наявністю сім'ї, то в Сайтамі виявлено високу кореляцію у наявності Ікіґай з приналежністю до деяких поколінь, а також (у чоловіків) — з досвідом госпіталізації. Інше японське дослідження, присвячене гендерним відмінностям у факторах, асоційованих з наявністю Ікіґая, підтвердило їх існування: у жінок значущими факторами виявилися шлюб і задоволеність історією свого життя, а у чоловіків — здоров'я, розмір доходів і житла. Особи обох статей статистично частіше мали Ікіґай, якщо робота дозволяла їм покращувати своє життя.
Ймовірний вплив наявності Ікіґая на функціонування префронтальної кори головного мозку. Його присутність статистично достовірно корелює з нижчим рівнем стресу, а також з відчуттям себе здоровим. У кількох дослідженнях було з'ясовано, що серед тих, хто не має Ікіґая, частіше трапляються серцево-судинні захворювання, однак кореляції з появою злоякісних пухлин виявлено не було. Наявність Ікіґая веде до збалансування секреції таких нейромедіаторів, як дофамін, норадреналін, серотонін і β-ендорфін. Крім цього, існують дослідження, що демонструють, що відчуття призначення (мети) у житті негативно корелює з необхідністю соціальної бажаності, схвалення оточення і тривожності.